# Horace Rice
Horace Michael Rice (født 5. september 1872 i Sydney, New South Wales, Australien, død 18. januar 1950 samme sted) var en australsk tennisspiller, der i alt vandt fire titler ved det australasiatiske mesterskab.
Den venstrehåndede sydneyer vandt det australasiatiske mesterskab i herresingle i 1907 ved at besejre newzealænderen Harry Parker i finalen med 6–3, 6–4, 6–4. Han var yderligere tre gange i finalen i mesterskabet – i 1910, 1911 og 1915 – hvor det imidlertid blev til tre nederlag.
Rice sikrede også ved to tilfælde herredoubletitlen ved det australasiatiske mesterskab. I 1910 vandt han sammen med Ashley Campbell i finalen over Rodney Heath og John O'Dea med 6–3, 6–3, 6–2, og fem år senere gentog han triumfen, da han i 1915 sammen med Clarence Todd besejrede Gordon Lowe og Bert St. John i finalen med 8–6, 6–4, 7–9, 6–3. Og også i double var han yderligere tre gange den tabende part i en finale: i 1907, 1920 og 1923.
I 1923 vandt Rice endvidere det australasiatiske mesterskab i mixed double, da han sammen med Sylvia Lance besejrede Margaret Mollsworth og Bert St. John i finalen med 2–6, 6–4, 6–4. På det tidspunkt (18. august 1923) var han 50 år og 347 dage gammel, og han er dermed (pr. 2016) den ældste mandlige vinder af en grand slam-titel i tennis.
Horace Rice spillede sin eneste Davis Cup-kamp i kvartfinalenederlaget på 1−4 mod USA i New York City den 6. - 9. juni 1913, hvor han deltog i to singlekampe og tabte dem begge til henholdsvis Maurice McLoughlin og en ung R. Norris Williams, som også debuterede i den pågældende Davis Cup-kamp.

## Singletitler
Nationale mesterskaber
- Australasian Championships (1): 1907.

Delstatsmesterskaber
- New South Wales Championships (2): 1900, 1907.
- Queensland Championships (5): 1901, 1907, 1911, 1912, 1922.
- South Australian Championships (2): 1914, 1915.
- Tasmanian Championships (1): 1916.
- Victorian Championships (1): 1901.

Andre mesterskaber
- Metropolitan Championships (4): 1899, 1903, 1907, 1908.